# (11040) Wundt
(11040) Wundt est un astéroïde de la ceinture principale.

## Description
(11040) Wundt est un astéroïde de la ceinture principale. Il fut découvert le 3 septembre 1989 à l'Observatoire de Haute-Provence par Eric Walter Elst. Il présente une orbite caractérisée par un demi-grand axe de 2,24 UA, une excentricité de 0,20 et une inclinaison de 0,9° par rapport à l'écliptique.

## Compléments